# Rambla de Poio
El barranc de Xiva, també conegut com a rambla de Poio o barranc de Torrent és una rambla endorreica que discorre des del seu naixement que es divideix entre la serra de los Bosques i a la Cabrera (respectivament 1.023 m i 916 m d'altura), prop del municipi de Setaigües (Foia de Bunyol), passant per la mateixa comarca, el Pla de Quart, l'Horta de València i finalment desemboca a l'Albufera. La seua conca abasta el territori comprés entre les conques del Túria (al nord) i el Magre (al sud), amb una extensió de 462 km².

## Etimologia
El nom propi Poio prové del nom comú aragonès pueyo que s'utilitza per a referir-se a un lloc alt. Aquesta paraula arriba del llatí podium, que directament esdevé puig en valencià.
La paraula pueyo en fonètica valenciana s'adopta com a Poio. La contraposició a un poio seria una foia (com la Foia de Bunyol) sent aquest també un mot aragonès d'origen però que sí que s'ha incorporat al diccionari.

## Recorregut

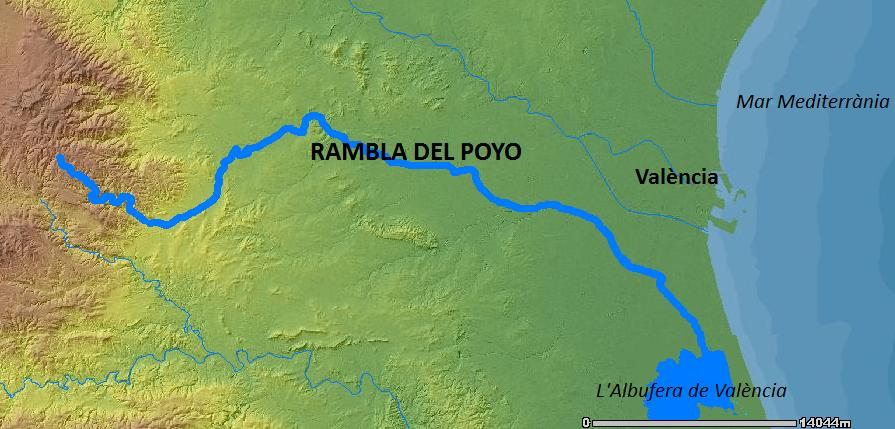
Mapa del recorregut

El naixement de la rambla és a partir de la confluència de tres petits barrancs, el de Xiva, el Grande i el de la Cueva Morica. En aquesta part alta i fins a l'altura de Xest, el canal és pedregós i rep les aportacions pluvials esporàdiques dels barranquets i rambles que baixen de les serres de Malacara, las Cabrillas i los Bosques. En aquest tram travessa els municipis de Xiva i Xest, i passa ben a prop del nucli de Loriguilla.

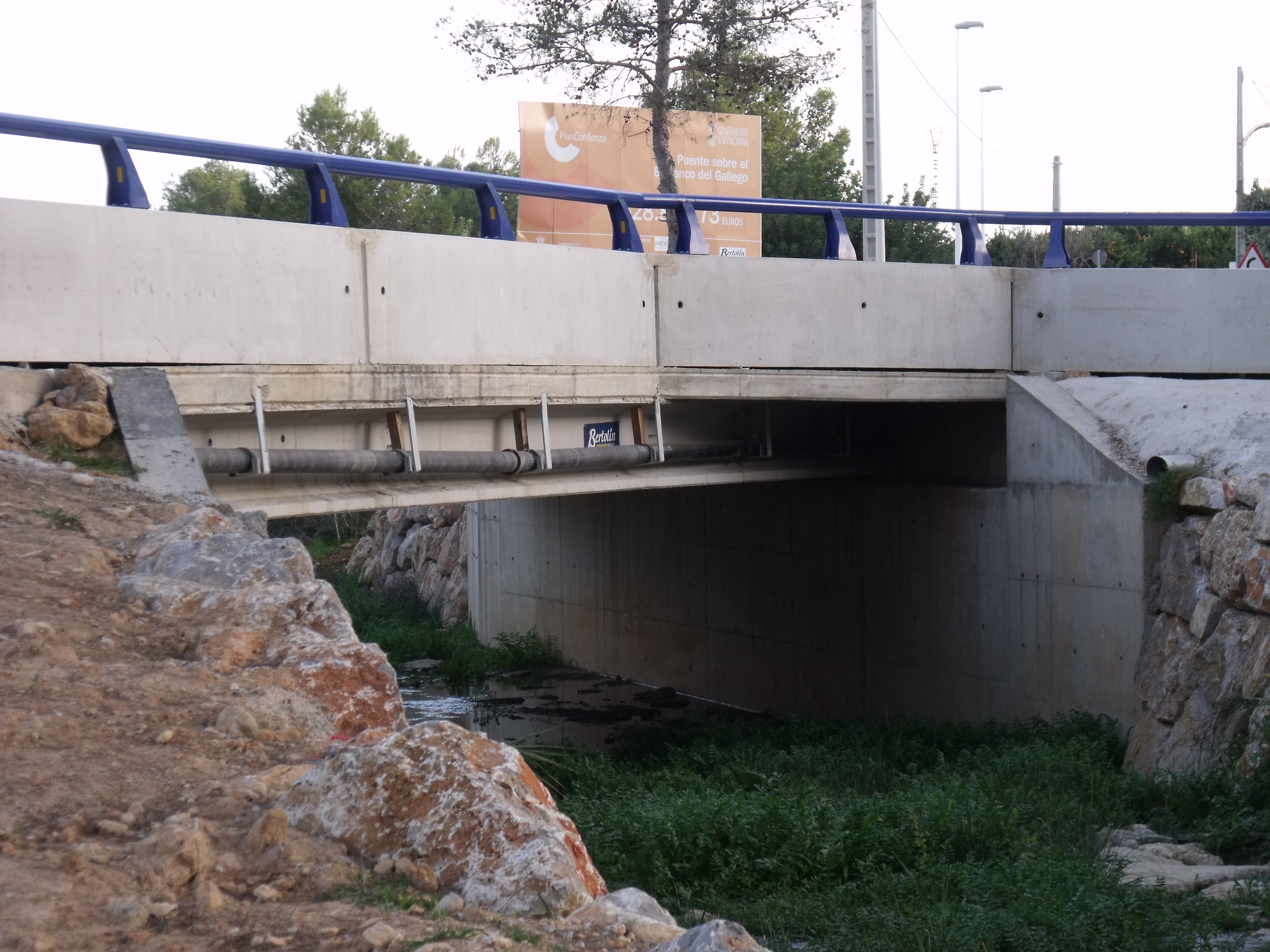
Barranc del Gallec, afluent de la Rambla de Poio, als peus de la Serra Perenxisa.

Pel Pla de Quart, el barranc discorre encaixat entre argiles i graves, i rep les aigües de la Serra Perenxisa a més d'incorporar -- en la ciutat de Torrent -- el barranc de l'Horteta pel marge dret, que drena els vessants meridionals de Perenxisa. Als trams finals s'han executat obres de canalització per a la regulació de les seues aigües amb l'objectiu de minimitzar els danys que provoquen les periòdiques avingudes torrencials d'aigua.
El barranc de Xiva serpenteja per la comarca de l'Horta de València amb un caixer molt més ample i profund, travessant els municipis de Torrent, Picanya, Paiporta, Massanassa i Catarroja.
Finalment, la rambla desemboca a l'Albufera.

## Contaminació de les aigües
En la llera de la rambla de Poio es produeixen abocaments continus sense depurar d'aigües residuals de la indústria, les quals van a parar al llac de l'Albufera. Aquests líquids contaminats provinents d'empreses amb activitats contaminadores ha fet que la major part de les espècies de peixos hagen desaparegut.

## Canalització

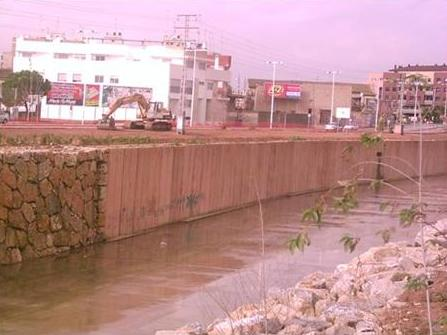
Canalització de la Rambla de Poio

La de Poio és una conca molt sensible a precipitacions torrencials, i en la qual hi ha diverses obres d'infraestructura, ocupacions de la llera i fins i tot la desaparició física d'alguns barrancs, el que ha agreujat aquest problema.
Anys enrere es van projectar unes obres amb la intenció de garantir l'eliminació o reducció dels riscos de danys i de destrucció que suposen les avingudes i inundacions en la zona. Aquestes obres consisteixen en la canalització de 41,8 quilòmetres, de longitud de la llera principal de la rambla de Poio i dels seus afluents, dels quals 10,8 quilòmetres seran nous, incloent-hi el tram que transcorre pel terme municipal de Catarroja, mentre que els 30 quilòmetres restants seran una reparació de les lleres existents, ja que aquests són insuficients en el 2007. Aquest projecte contempla d'aquesta manera la connexió de les conques de la rambla de Poio i del barranc de Torrent el qual incrementarà el cabal del barranc de Torrent en moments de precipitacions extraordinàries.
En aquest tractament s'inclou la reparació de les infraestructures afectades, tals com conduccions de gas, electricitat, aigua potable, sanejament, etc., fins i tot la restitució de ponts i obres de passada en l'encreuament amb el ferrocarril, autopista i carreteres.

## Gota freda de 2024 al País Valencià

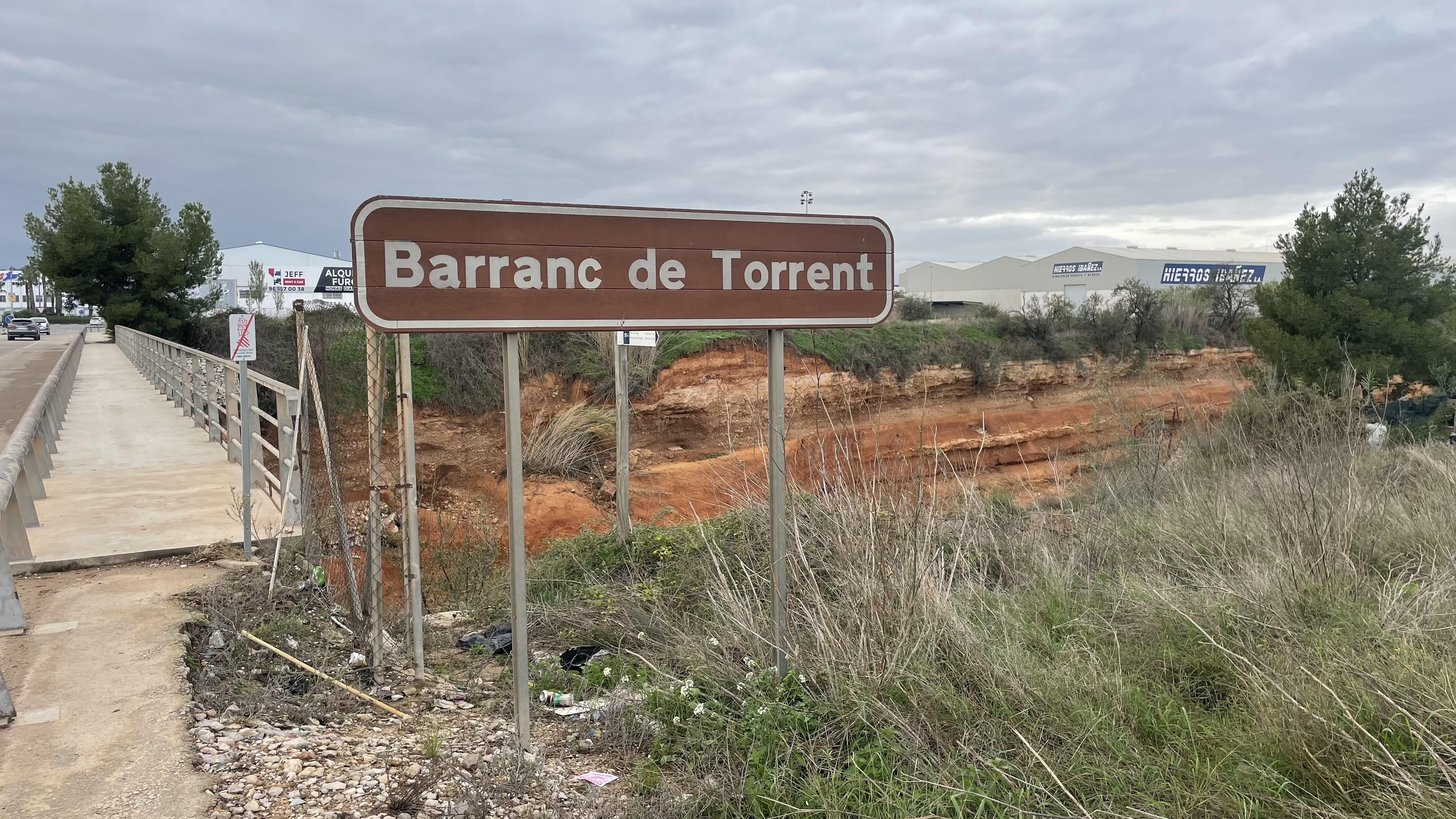
Cartell del Barranc de Torrent

El 30 d'octubre del 2024 es va convertir en uns dels protagonistes de la catàstrofe de la Gota freda de 2024 al País Valencià, ja que en alguns llocs de la seua conca hidrogràfica es registraren precipitacions superiors als 618 L/m2 en 24 hores. A Loriguilla, l'estació de la Confederació Hidrogràfica del Xúquer va marcar un cabal de 2.283 m3/s d'aigua a les 19.15 h, quan la rambla acostuma a baixar completament seca.